# 辛科維奇
50°14′39″N 23°42′44″E / 50.24417°N 23.71222°E
辛科維奇（羅馬化：Synkovychi）是烏克蘭西部的村莊，隸屬利維夫州的利維夫區。該村始建於1345年，面積16.31平方公里，海拔高度224米，2001年人口602，人口密度每平方公里36.91人。